# Kolarstwo na Igrzyskach Śródziemnomorskich 1959
Zawody kolarskie na Igrzyskach Śródziemnomorskich 1959 odbyły się w październiku w Bejrucie.

## Tabela medalowa
| Poz. | Państwo   |   |   |   | Razem: |
| ---- | --------- | - | - | - | ------ |
| 1    | Włochy    | 4 | 3 | 2 | 9      |
| 2    | Hiszpania | 2 | 1 | 1 | 4      |
| 3    | Francja   | 0 | 2 | 1 | 3      |
| 4    | Maroko    | 0 | 0 | 2 | 2      |
|      | Razem:    | 6 | 6 | 6 | 18     |

## Tor
| Konkurencja                             | Złoto:          | Srebro:              | Brąz:             |
| Sprint                                  | Sante Gaiardoni | Valentino Gasparella | Sergio Bianchetto |
| Wyścig na 1000 m ze startu zatrzymanego | Sante Gaiardoni | Valentino Gasparella | Giuseppe Beghetto |
| Wyścig indywidualny na dochodzenie      | Mario Vallotto  | Franco Testa         | Marcel Delattre   |
| Wyścig drużynowy na dochodzenie         | Włochy          | Francja              | Maroko            |

## Szosa
| Konkurencja   | Złoto:              | Srebro:              | Brąz:                |
| Indywidualnie | Juan Sanchez Camero | Juan Vicens Mesquida | Miguel Martorell Pou |
| Drużynowo     | Hiszpania           | Francja              | Maroko               |